# Chersodromia beckeri
Chersodromia beckeri är en tvåvingeart som beskrevs av Axel Leonard Melander 1928. Chersodromia beckeri ingår i släktet Chersodromia och familjen puckeldansflugor. Arten har ej påträffats i Sverige. Inga underarter finns listade i Catalogue of Life.